# Jared Polis
Jared Polis (n. 12 mai 1975, Boulder, Colorado, SUA) este un politician american, reprezentant al Partidului Democrat, guvernator al statului Colorado din ianuarie 2019.